# كارلوس إدواردو روتشا
كارلوس إدواردو روتشا هو فنان قتال مختلط برازيلي، ولد في 12 يوليو 1981 في كابيديلو ‏ في البرازيل.

## وصلات خارجية
- كارلوس إدواردو روتشا على موقع شيردوغ (الإنجليزية)
- كارلوس إدواردو روتشا على موقع IMDb (الإنجليزية)